# Beate Uhse Erotik-Museum

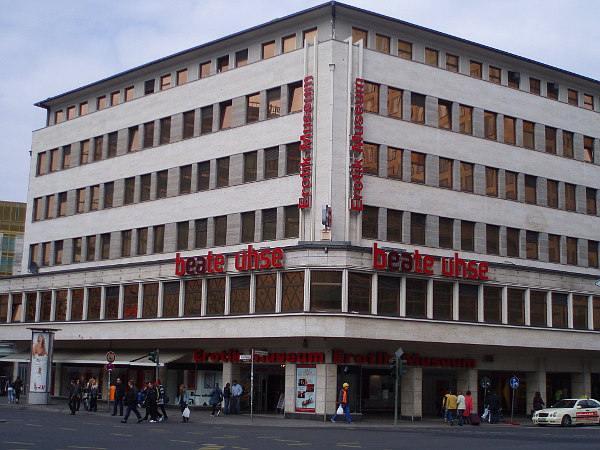
Beate Uhse Erotik-Museum, 2011

Das Beate Uhse Erotik-Museum war von 1996 bis 2014 ein Museum zum Thema Erotik und dem Leben Beate Uhses im Berliner Ortsteil Charlottenburg.

## Geschichte
Das Museum wurde am 19. Januar 1996 von Beate Uhse eröffnet und befand sich in der City West im Leineweberhaus an der Ecke Kantstraße/Joachimsthaler Straße, nahe der Kaiser-Wilhelm-Gedächtniskirche zwischen Kurfürstendamm und Bahnhof Zoo.
Das privat geführte Museum, über einem Beate Uhse Sexshop gelegen, zeigte auf zwei Etagen mit 1800 m² Ausstellungsfläche rund 5000 Zeugnisse der Erotik aller Zeiten und Völker in vielen Originalen.
Im August 2014 schloss das Museum, am 14. September 2014 wurde auch der Sexshop unter den Museumsräumen geschlossen.
Eine Wiedereröffnung an einem neuen Standort wurde zunächst angestrebt, konnte jedoch im Hinblick auf die Marktentwicklung nicht realisiert werden. Für die Exponate wurde im Geschäftsbericht für 2015 ein Wertverlust in Höhe von 1,2 Millionen Euro festgestellt.
Am 25. Januar 2020 wurden über 500 ehemalige Exponate des Beate Uhse Erotik-Museums vom Auktionshaus Historia versteigert.

## Ausstellung
Die Ausstellung zeigte japanische und chinesische Bildrollen aus den letzten Jahrhunderten, indische Miniaturen, persische Haremsszenen, auch phallische Motivgaben und einen originalen Phallusschrein aus Japan. Aus Indonesien stammten Fruchtbarkeitsskulpturen, aus Afrika waren Tanz- und Genitalmasken zu sehen. Aus Europa stammten überwiegend erotische Grafiken sowie die ersten Kondome. Speziell für Berlin wurde das erotische Werk Heinrich Zilles ausgebreitet sowie das Leben Magnus Hirschfelds besonders gewürdigt. In einem Kino liefen die ersten pornografischen Filme der Welt aus Frankreich, Böhmen und Ungarn. Außerdem wurde ein Einblick in das Leben der Unternehmerin, die nach dem Zweiten Weltkrieg den ersten Sexshop der Welt gegründet hatte, gegeben.